# Ardabur
Ardabur je bil vzhodnorimski vojskovodja in dostojanstvenik, sin magistra militum Flavija Ardaburja Asparja, * ni znano, † 471.
Ardabur je zaradi vplivnega očeta  postal vzhodnorimski magister equitum in magister militum. Leta 466 je bil zaradi lažnih pisem obtožen za izdajo, vendar je bil kasneje oproščen.  Del zgodovinarjev domneva, da je obtožba kljub temu povzročila njegov postopen padec. Leta 471 sta bila Ardabur in Aspar ubita v konstantinopelskih neredih.

## Sklic
1. ↑   Alemany, Agustí (2000). Sources on the Alans: A Critical Compilation. BRILL. str. 112. ISBN 9004114424.

| Politične funkcije                           | Politične funkcije            | Politične funkcije                                          |
| -------------------------------------------- | ----------------------------- | ----------------------------------------------------------- |
| Predhodnik: Flavij Ecij, Kvint Avrelij Simah | Rimski konzul 447 z Kalepijem | Naslednik: Flavij Zenon, Flavij Rufij Pretekstat Postumijan |